# Selidosema duponcheliaria
Selidosema duponcheliaria là một loài bướm đêm trong họ Geometridae.